# 6293 Oberpfalz
6293 Oberpfalz este un asteroid din centura principală de asteroizi.

## Descriere
6293 Oberpfalz este un asteroid din centura principală de asteroizi. A fost descoperit pe 26 noiembrie 1987 la Tautenburg de Freimut Börngen. El prezintă o orbită caracterizată de o semiaxă mare de 2,26 ua, o excentricitate de 0,16 și o înclinație de 0,9° în raport cu ecliptica.